# Organization of Modern Extreme Grappling Arts
L'Organitzation de Modern Extreme Grappling Arts (OMEGA) va ser una promoció independent de lluita lliure professional basada en el centre de Carolina del Nord.

## Història
Fundada el 1997, OMEGA va ser creada per Matt i Jeff Hardy amb l'ajuda de Thomas Simpson. Van començar la promoció, ja que, en el moment, no hi havia molts llocs per lluitar, ni tampoc coneixien a ningú que els pogués ajudar. En comparació amb altres federacions independents, OMEGA es defineix perquè incorpora alta lluita de vol, baralles violentes i partits de truc en els seus espectacles.

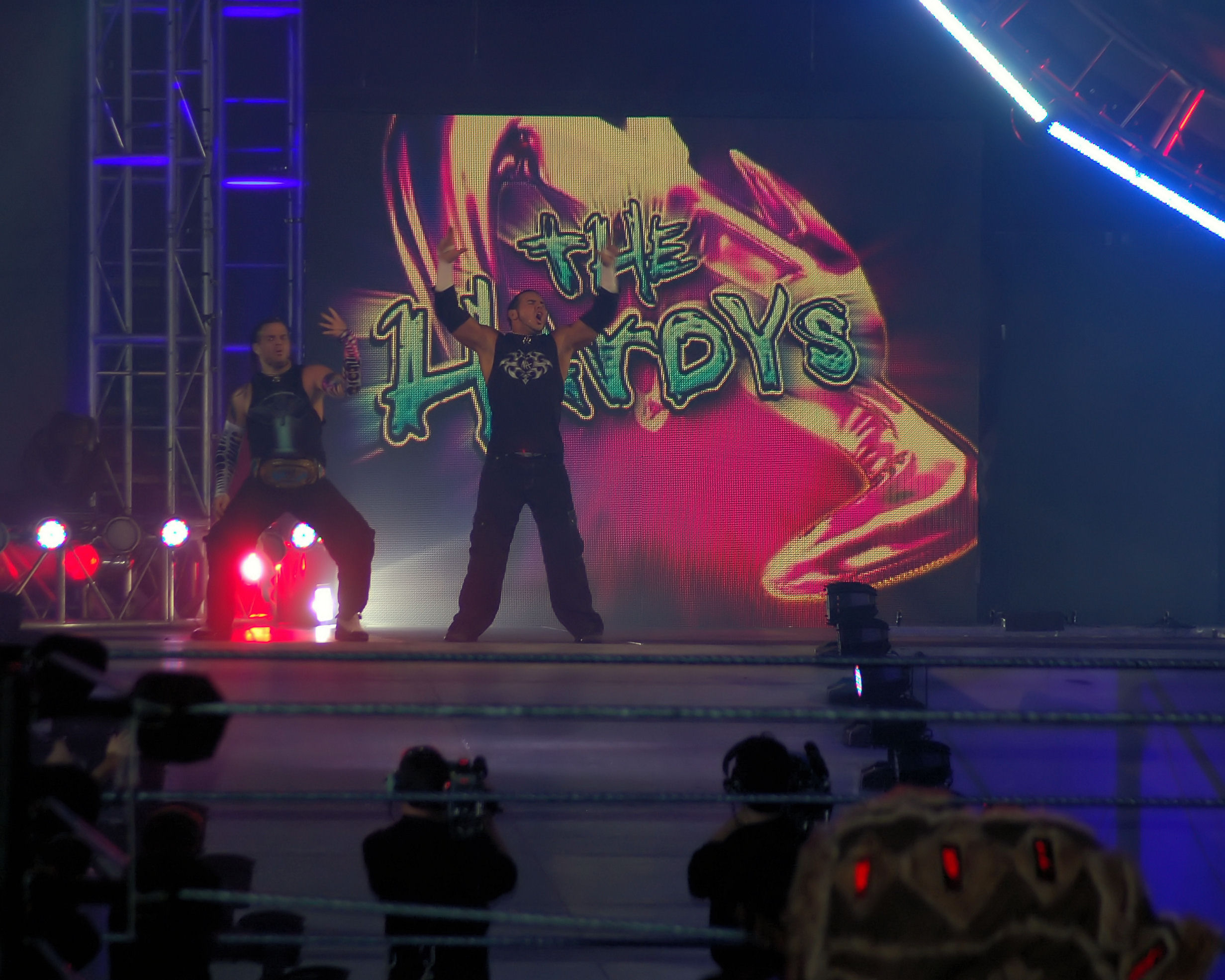
Els Hardy Boyz, els fundadors de OMEGA, i actualment un dels millors Tag Teams que hi ha hagut a la WWE.

Això els va ajudar a llançar les carreres de tots dos Hardys, Shannon Moore, Joey Mercury, Lita, Christian York, Joey Abs, Steve Corina, CW Anderson, Gregory Helms, i altres.
La promoció va tancar l'octubre de 1999, després que Matt i Jeff Hardy havien signat amb la World Wrestling Federation, deixant que alguns altres lluitadors de l'OMEGA passessin a NWA Wildside.
El 2007, Highspots.com va produir un disc de DVD anomenat OMEGA: Uncommon Passion, que relata la història de la promoció, incloent-hi els partits i entrevistes amb molts lluitadors d'OMEGA.

## Antics campionats i campions
- OMEGA Heavyweight Championship - Steve Corina
- OMEGA Light Heavyweight Championship – Joey Matthews
- OMEGA New Frontiers Championship – Cham Pain
- OMEGA Tag Team Championship – Mike Maverick & Otto Schwanz

## Llista de lluitadors d'OMEGA

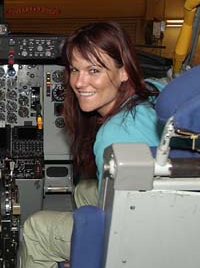
Amy Dumas, també coneguda com a Lita, va formar part dels Hardy Boyz, que llavors es va dir Team Extrem.

- Joey Abs
- CW Anderson
- Steve Corino
- Jeff Hardy
- Matt Hardy
- Gregory Helms
- Shannon Moore
- "Krazy K" Kirby Mack
- Joey Matthews
- Christian York
- Lita
- Cham Pain
- TC Brimstone
- Mike Maverick
- Otto Schwanz
- Sweet Dreamz